# Mumie Ata
Ata je označení pro 15 cm dlouhou mumii lidského plodu ženského pohlaví, která byla nalezena v roce 2003 poblíž kostela v opuštěném městě La Noria na poušti Atacama v Chile.
Mumii vykopal hledač pokladů Oscar Muñoz, který ji později prodal, jejím současným majitelem je španělský podnikatel a ufolog Ramón Navia-Osorio. Podle analýzy DNA z roku 2018 se na mumii objevují neobvyklé genetické mutace související s nanismem a skoliózou, podle jiných analýz však mumie odpovídá normálnímu vývoji lidského plodu a deformace jsou způsobeny jinak.
Ufolog Steven M. Greer spekuloval o tom, že mumie je pozůstatkem mimozemšťana, toto tvrzení je obsaženo také v ufologickém dokumentárním filmu Sirius (2013). Následná analýza genetika Garryho P. Nolana ze Stanfordovy univerzity však prokázala, že mumie je lidského původu.

## Analýza
Pozůstatky plodu pocházejí ze 70. let 20. století. Obsahují vysoce kvalitní DNA vhodnou pro vědeckou analýzu. Pozůstatky mají nepravidelně tvarovanou lebku a deset párů žeber (člověk má obvykle 12 párů). Neobvyklý tvar lebky odpovídá poruše označované jako oxycefalie v kombinaci s dalšími chorobami.
Mitochondriální DNA (haploskupina B2) odpovídá původním obyvatelům Chile.
Vzhledem ke stavu lebečních švů usoudil anatom a paleoantropolog William L. Jungers, že šlo o dítě narozené předčasně, jež se narodilo mrtvé nebo zemřelo krátce po porodu.
Zoolog Paolo Viscardi navrhl, že plod mohl pocházet z nelegální interrupce a k deformacím mohlo dojít v důsledku této procedury.
Další Nolanova analýza z března 2018 však mutace vysvětluje vzácnou chorobou způsobující stárnutí kostí a kombinací dalších genetických abnormalit včetně nanismu a skoliózy. V sedmi genech spojených s kosterní soustavou bylo objeveno celkem 64 neobvyklých mutací. Tak velké množství mutací ovlivňujících vývoj kostry nebylo nikdy jindy zaznamenáno.
Mezinárodní výzkumný tým pod vedením Siân Halcrowové však Nolanovy závěry zpochybnil. Vývoj plodu je podle jejich analýzy normální a domnělé anomálie jsou způsobeny deformací hlavy při porodu a tafonomickými procesy. Halcrowové tým vznesl také etické námitky týkající se způsobu zacházení s lidskými ostatky při předchozí analýze.
Nolan, který už dříve vyjádřil pobouření nad tím, že se ostatky nenarozeného dítěte prodávají jako kuriozita, ve své reakci s etickými aspekty kritiky souhlasil a vyjádřil naději, že ostatky budou vráceny do Chile a řádně pohřbeny.